# 金桥街道 (大石桥市)
金桥街道，是中华人民共和国辽宁省营口市大石桥市下辖的一个乡镇级行政单位。

## 行政区划
金桥街道下辖以下地区：
铁西社区、前砬山村、后砬山村、黄大村、李家屯村、太公堡村、道士屯村、金屯村、岳州村、东窑村、夏家屯村、孙菜园子村、大石桥有色金属社区（化工）园区和大石桥市示范场。